# Schulamit Lapid
Schulamit Lapid (hebräisch שולמית לפיד, englische Transkription Shulamit Lapid; * 9. September 1934 in Tel Aviv) ist eine israelische Schriftstellerin. Sie studierte Orientalistik und war Vorsitzende des israelischen Schriftstellerverbandes.

## Wirken
Für Lokalausgabe (1989), den ersten Roman mit Lisi Badichi, ihrer wichtigsten Figur, bekam sie 1996 den Deutschen Krimipreis.
Sie ist eine der bekanntesten Schriftstellerinnen Israels und schreibt neben Kriminalromanen auch historische und sozialkritische Romane sowie Kinderbücher, Theaterstücke und Kurzgeschichten. In all ihren Büchern versucht sie durch Nebenhandlungen die sozialen Hintergründe zu beleuchten.
Sie ist die Witwe von Josef Lapid und die Mutter von Jair Lapid.

## Werke (Auswahl)
- Er begab sich in die Hand des Herrn. Roman. Goldmann, München 1998, ISBN 3-442-72205-5.
- Die Geliebte auf dem Berg. Roman. btb, München 2002, ISBN 3-442-72972-6.
- Goldstück. Roman. btb, Berlin 2000, ISBN 3-442-72699-9.
- Der Hühnerdieb. Roman. Goldmann, München 1998, ISBN 3-442-72412-0.
- Im fernen Land der Verheißung. Roman. Rowohlt, Reinbek 1999, ISBN 3-499-12585-4.
- Lokalausgabe. Roman. 5. Aufl. btb, Berlin 1996, ISBN 3-442-72036-2. Neuausgabe: Lokalausgabe. Lisi Badichis erster Fall. Kriminalroman. Aus dem Hebräischen von Mirjam Pressler. Dörlemann, Zürich 2022, ISBN 978-3-03820-108-3.
- Die Strandbar. Roman. btb, München 1999, ISBN 3-442-72574-7.
- Der tote Bräutigam. Roman. Goldmann, München 2001, ISBN 3-442-72843-6.